# Tramwaje w Prokopiewsku
Tramwaje w Prokopiewsku – system komunikacji tramwajowej działający w mieście Prokopiewsk w obwodzie kemerowskim od 12 maja 1936.

## Historia
Pierwszą trasą którą uruchomiono 12 maja 1936 była linia z Technikum Górniczego do Kopalni Kalinina i centrum miasta. Budowę linii rozpoczęto w 1934, a zajezdnię tramwajową ulokowano w sąsiedniej kopalni nr 8. W 1956 uruchomiono niezależną sieć we wschodniej części miasta – Jasnej Polanie. W 1959 zlikwidowano zajezdnię w kopalni nr 8. Obydwie sieci połączono w 1964. Wtedy też rozpoczęła się budowa linii do położonej na północ od miasta kopalni Ziminka, którą otwarto w 1976. W latach 70. XX wieku wydłużano linię na zachód do osiedla Tyrgan. Ostatnim etapem tej inwestycji było otwarcie linii do pętli BTI w 1993. W 1981 wybudowano linię do kopalni Północny Maganak. W 2003 zamknięto północny odcinek tej linii z powodu zamknięcia kopalni. W Prokopiewsku obecnie funkcjonuje 7 linii tramwajowych (1, 3, 4, 5, 6, 7, 9).

## Zajezdnie
- zajezdnia tramwajowa w Kopalni nr 8 (1932–1959)
- zajezdnia tramwajowa nr 1 (od 1959)
- zajezdnia tramwajowa nr 2 (od 1956)
- zajezdnia tramwajowa nr 3 (od 1987)

## Tabor
W Prokopiewsku przeważającym typem tramwajów jest KTM-5, oprócz nich są eksploatowane KTM-8 i KTM-19. Łącznie w eksploatacji znajduje się 88 wagonów:
| typ        | sztuk |
| ---------- | ----- |
| KTM-5      | 61    |
| KTM-5A     | 7     |
| KTM-8K     | 5     |
| KTM-19KT   | 9     |
| AKSM-60102 | 4     |
| AKSM-62103 | 2     |

15 kwietnia 2011 dotarł jeden z dwóch zakupionych tramwajów KTM-19KT. Pod koniec 2011 do miasta dotarły pierwsze wagony AKSM-60102. Tabor techniczny składa się z 13 wagonów. 

## Muzeum
W zajezdni tramwajowej nr 1 znajduje się muzeum. Prezentuje etapy rozwoju sieci tramwajowej.